# Grand Prix moto d'Ulster 1965
Le Grand Prix moto d'Ulster 1965 est la dixième manche du Championnat du monde de vitesse moto 1965. La compétition s'est déroulée le 7 août 1965 sur le Circuit de Dundrod dans le Comté d'Antrim (Irlande). C'est la 37e édition du Grand Prix moto d'Ulster et la 17e édition comptant pour le championnat du monde.

## Résultats des 500 cm³
| Pos | Pilote           | Moto      | Temps/Écart       | Points |
| --- | ---------------- | --------- | ----------------- | ------ |
| 1   | Richard Creith   | Norton    | 1 h 17 min 18 s 2 | 8      |
| 2   | Paddy Driver     | Matchless | + 8 s 4           | 6      |
| 3   | Chris Conn       | Norton    | + 11 s 2          | 4      |
| 4   | Jack Findlay     | Matchless | +1 min 32 s 2     | 3      |
| 5   | Fred Stevens     | Matchless | +1 min 35 s 4     | 2      |
| 6   | Robin Fitton     | Norton    | +1 min 51 s 2     | 1      |
| 7   | Gustav Havel     | Jawa      | + ?               |        |
| 8   | William McCosh   | Matchless | + ?               |        |
| 9   | Selwyn Griffiths | Matchless | + ?               |        |
| 10  | Dan Shorey       | Norton    | + ?               |        |
| 11  | Ian Mcgregor     | Norton    | + ?               |        |
| 12  | Ron Wilson       | Norton    | + ?               |        |
| 13  | Jimmy Jones      | Norton    | + ?               |        |
| 14  | Davy Crawford    | Norton    | + ?               |        |
| 15  | Alf Shaw         | Norton    | + ?               |        |
| 16  | Jack Saunders    | Matchless | ?                 |        |
| 17  | John Brown       | Norton    | + ?               |        |
| 18  | ...              | ...       | + ?               |        |

## Résultats des 350 cm³
| Pos | Pilote             | Moto   | Temps             | Points |
| --- | ------------------ | ------ | ----------------- | ------ |
| 1   | František Št'astný | Jawa   | 1 h 13 min 12 s 8 | 8      |
| 2   | Bruce Beale        | Honda  | +30 s 66          | 6      |
| 3   | Gustav Havel       | Jawa   | +1 min 56 s 2     | 4      |
| 4   | Chris Conn         | Norton | +2 min 04 s 6     | 3      |
| 5   | John Cooper        | Norton |                   | 2      |
| 6   | Griff Jenkins      | Norton |                   | 1      |
| 7   | ...                | ...    | + ?               |        |

## Résultats des 250 cm³
| Pos | Pilote        | Moto    | Temps             | Points |
| --- | ------------- | ------- | ----------------- | ------ |
| 1   | Phil Read     | Yamaha  | 1 h 17 min 26 s 8 | 8      |
| 2   | Michael Duff  | Yamaha  | +37 s 4           | 6      |
| 3   | Derek Woodman | MZ      | +1 min 15 s 4     | 4      |
| 4   | Heinz Rosner  | MZ      | +1 min 30 s 2     | 3      |
| 5   | Ralph Bryans  | Honda   | + ?               | 2      |
| 6   | Ginger Molloy | Bultaco | + ?               | 1      |
| 7   | ...           | ...     | + ?               |        |

## Résultats des 125 cm³
| Pos | Pilote          | Moto    | Temps         | Points |
| --- | --------------- | ------- | ------------- | ------ |
| 1   | Ernst Degner    | Suzuki  | 56 min 33 s 0 | 8      |
| 2   | Klaus Enderlein | MZ      | +2 min 49 s 4 | 6      |
| 3   | Derek Woodman   | MZ      | +3 min 14 s 0 | 4      |
| 4   | Ralph Bryans    | Honda   | + ?           | 3      |
| 5   | Bruce Beale     | Honda   | + ?           | 2      |
| 6   | Tommy Robb      | Bultaco | + ?           | 1      |
| 7   | ...             | ...     | + ?           |        |